# Даки
Даките са севернотракийски племена с келтски и скитски влияния и обитавали в продължение на най-малко няколко столетия области в днешна Влахия (сега Румъния).
Римският император Траян превзема околните области и образува римска провинция (Дакия). Провинцията е заемала около една четвърт от земите в границите на днешна Румъния (Влахия), като е включвала долината на Панония – части от днешни Сърбия и Унгария, както и малки части от днешни Словакия, Молдова и България.

## Минало и развитие
- Около 50 г. пр.н.е. при Буребиста възниква първата държава на даките, чийто център е днешна Трансилвания. На запад държавата достига до Моравия, където побеждава няколко келтски племена, а на изток – до Черно море и до днешна Украйна. На юг държавата на даките включвало и племена на тракийски гети, които се били заселили по тези места от около 500 г. пр.н.е.. През 44 г. пр.н.е. Буребиста е убит и държавата му се разпада.
- През 29 г. пр.н.е. даките са съюзници на Марк Антоний срещу Октавиан – по-късно император Август. Няколко столетия по-късно обаче, през
- През 85 г. даките нахлуват в римската провинция Мизия (разположена сега на територията на днешните Румъния и България). При това римските войски са отблъснати чак до река Рейн.
- Създадена е столицата на даките – Сармизегетуза – някъде между днешен Банат и Трансилвания (?).
- Римският император Траян побеждава дакийския цар Децебал през 102 и 106 г., при което Дакия става римска провинция (от 107 до 276 г.). Скоро след като е пленен, крал Децебал се самоубива.